# Rezerwat przyrody Jeziorka Chośnickie
Rezerwat przyrody Jeziorka Chośnickie – torfowiskowy rezerwat przyrody na Pojezierzu Kaszubskim położony na terenie gminy Parchowo w województwie pomorskim. Został utworzony w 1985 roku. Zajmuje powierzchnię 213,36 ha (akt powołujący podawał 213,59 ha). Rezerwat obejmuje kopułowe torfowisko wysokie typu bałtyckiego, siedem jezior dystroficznych zarastających płem torfowców oraz okoliczne bory bagienne.
Jeziorka Chośnickie są miejscem bytowania żurawia i wielu innych gatunków ptaków, m.in. orzechówki, dzięcioła czarnego, puchacza.
Siedliska przyrodnicze występujące w rezerwacie chronione są dodatkowo w obszarze Natura 2000 „Jeziorka Chośnickie” (kod obszaru: PLH220012).
Rezerwat jest udostępniony dla celów edukacyjnych i turystycznych, urządzono w nim krótką ścieżkę dydaktyczną.
Najbliższe miejscowości to Chośnica i Kistowo.